# Cate Campbell
Cate Campbell (n. 20 mai 1992, Blantyre, Malawi) este o înotătoare ce a reprezentat Australia, medaliată olimpică. A participat la 4 ediții ale Jocurilor Olimpice (2008, 2012, 2016, 2020) în care a câștigat 3 medalii de aur și două medalii de bronz.